# Bocula microscala
Bocula microscala là một loài bướm đêm trong họ Noctuidae.